# Macrotona picta
Macrotona picta är en insektsart som först beskrevs av Sjöstedt 1920.  Macrotona picta ingår i släktet Macrotona och familjen gräshoppor. Inga underarter finns listade i Catalogue of Life.